# I am a Catalan

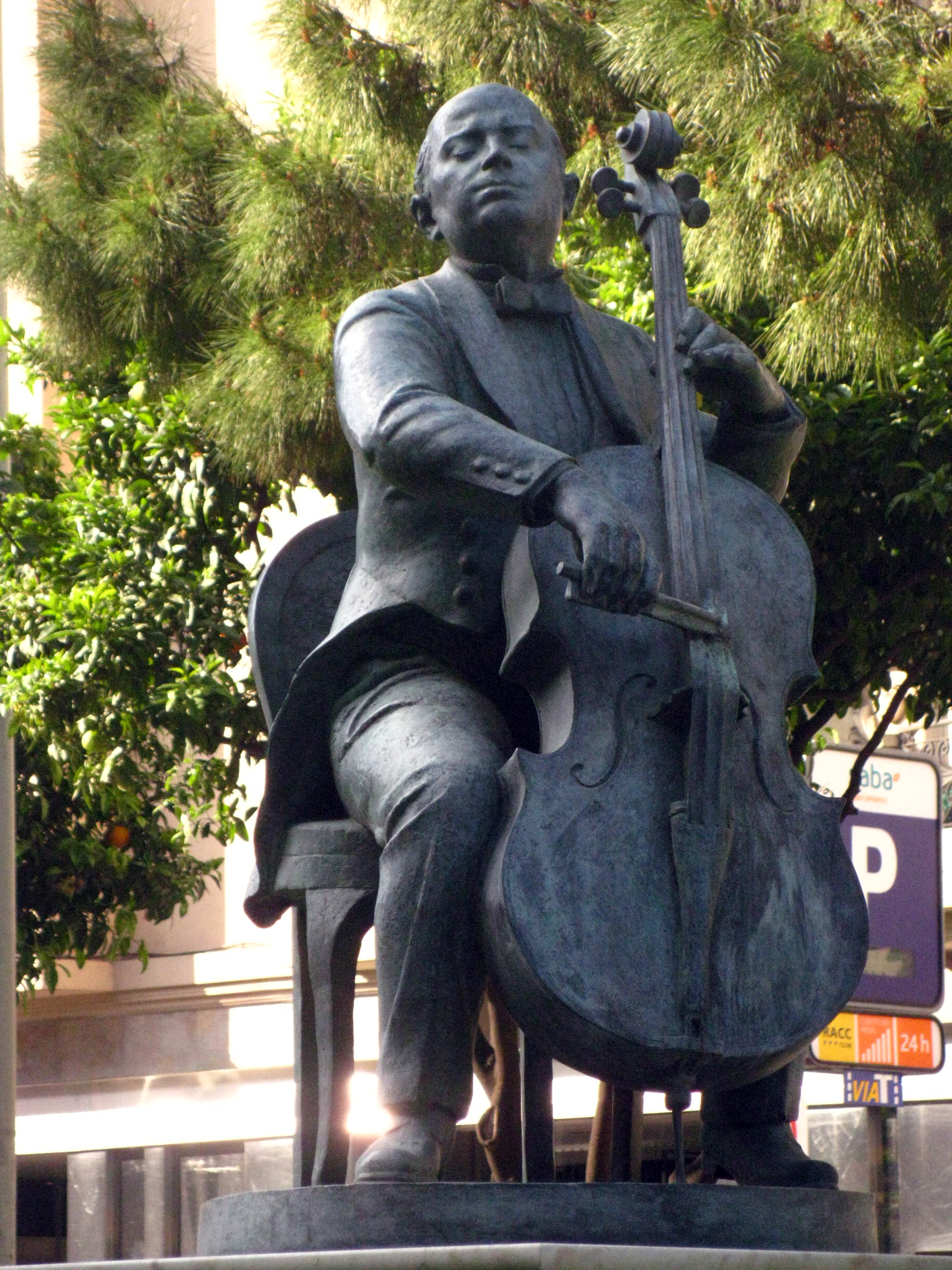
Monument a Pau Casals a Barcelona

«I am a Catalan» és la frase inicial i que millor identifica el discurs que Pau Casals va pronunciar a les Nacions Unides el 24 d'octubre de 1971, amb motiu de l'estrena de l'Himne a les Nacions Unides, que ell mateix havia compost. A més del discurs, Pau Casals hi va interpretar al violoncel El cant dels ocells, la cançó tradicional catalana que ell va popularitzar arreu del món. Una melodia que, com deia el mateix Casals, naixia de l'ànima del seu poble, Catalunya, i que tocava com un cant de pau.
Aquest és l'extracte del discurs:
| «                      | Deixeu-me que us digui una cosa... jo sóc català. Catalunya és avui una regió d'Espanya, però què ha estat Catalunya? Catalunya ha estat la nació més gran del món. Jo us n'explicaré el per què. Catalunya va tenir el primer Parlament, molt abans que Anglaterra. Catalunya va tenir les primeres Nacions Unides: al segle xi totes les autoritats de Catalunya es van reunir en una ciutat de França —aleshores Catalunya— per a parlar de pau, al segle xi... pau al món i contra, contra, contra les guerres, la inhumanitat de les guerres.... això és Catalunya. | » |
| — Pau Casals i Defilló | |   |

El mestre Pau Casals havia rebutjat durant gairebé dues dècades les peticions de tocar a l'Assemblea General de les Nacions Unides de Nova York, i finalment l'octubre de 1958, Pau Casals acceptà la invitació, es creu que perquè s'havia convençut que la seu de l'ONU era territori neutral i no pas els Estats Units, i així no trencava la seva norma de no tocar en països que havien conferit legitimitat al règim de Franco. Casals aprofità l'actuació al seu primer concert a les Nacions Unides per fer una crida apassionada per la pau i de forma insòlita en aquells temps per una figura pública com ell, la importància de prendre una "acció directa" contra l'amenaça nuclear.
Pau Casals va rebre a Nova York la Medalla de la Pau de les Nacions Unides, un reconeixement a la seva trajectòria en favor de la justícia i de la dignitat humanes. I en aquell acte va adreçar als assistents un breu discurs improvisat del qual en destacaria la famosa afirmació "I am a Catalan", que prengué especial rellevància, ja que era la primera vegada que es feia servir el català a l'assemblea general de l'ONU. En aquell mateix acte, Pau Casals va agafar el violoncel després de molt de temps per interpretar El cant dels ocells i estrenar l'Himne a les Nacions Unides, que li havia encarregat el secretari general, U Thant, i que des d'aleshores és l'himne oficiós de l'ONU, però que malgrat això no va tornar a ser mai més interpretat a l'ONU.
Casals va tocar fins a tres vegades a l'ONU, destacant-ne la interpretació d'El Pessebre a la mateixa ONU l'octubre de 1963, que fascinaria a U Thant i que aquest també es veuria commogut per les paraules de Pau Casals a favor dels valors i els drets universals, així que el 1971 en acostar-se el final del seu segon i últim mandat com a cap de l'organització, li demanà a Casals que escrivís una obra per celebrar el 26è aniversari de la fundació de les Nacions Unides. El parlament de tres minuts de Casals fou improvisat, i es basà a explicar els seus orígens, personals i d'identitat nacional a Catalunya, i del període de guerra. Aquelles paraules en anglès causaren enorme impacte i les portades dels diaris nord-americans de l'endemà se'n van fer especial ressò, destacant la catalanitat de Pau Casals i la seva lluita constant per la pau a Catalunya i al món.